# 梁馨枰
梁馨枰（LIANG Xinping，1994年7月31日—），江苏淮安人，中国女子花样游泳運動員。

## 簡歷
梁馨枰曾在淮安体校游泳队训练，师从教练唐利阳，至12岁时，她被選进江苏省花样游泳队，师从花游教练王芳。她曾在全国青少年花样游泳锦标赛中获得自由组合、柔韧组合、自由自选三枚金牌，更曾夺得第六届花游亚青赛银牌、世界花样游泳公开赛德国波恩站金牌及2013年全国花样游泳冠军赛暨第十二届全运会花样游泳赛亚军等。2014年，梁馨枰憑表现出色入选中国国家队。
2014年9月，梁馨枰與隊友參加韓國仁川舉行的2014年亞洲運動會韻律泳比賽，在集体项目及自由組合項目奪得兩面金牌。
2015年7至8月，梁馨枰與隊友出戰俄羅斯喀山舉辦的世界游泳錦標賽韻律泳比賽，先後在集體技術自選、集體自由自選及自由組合項目，奪得三面銀牌。